# コミュニケーションの2段階の流れモデル

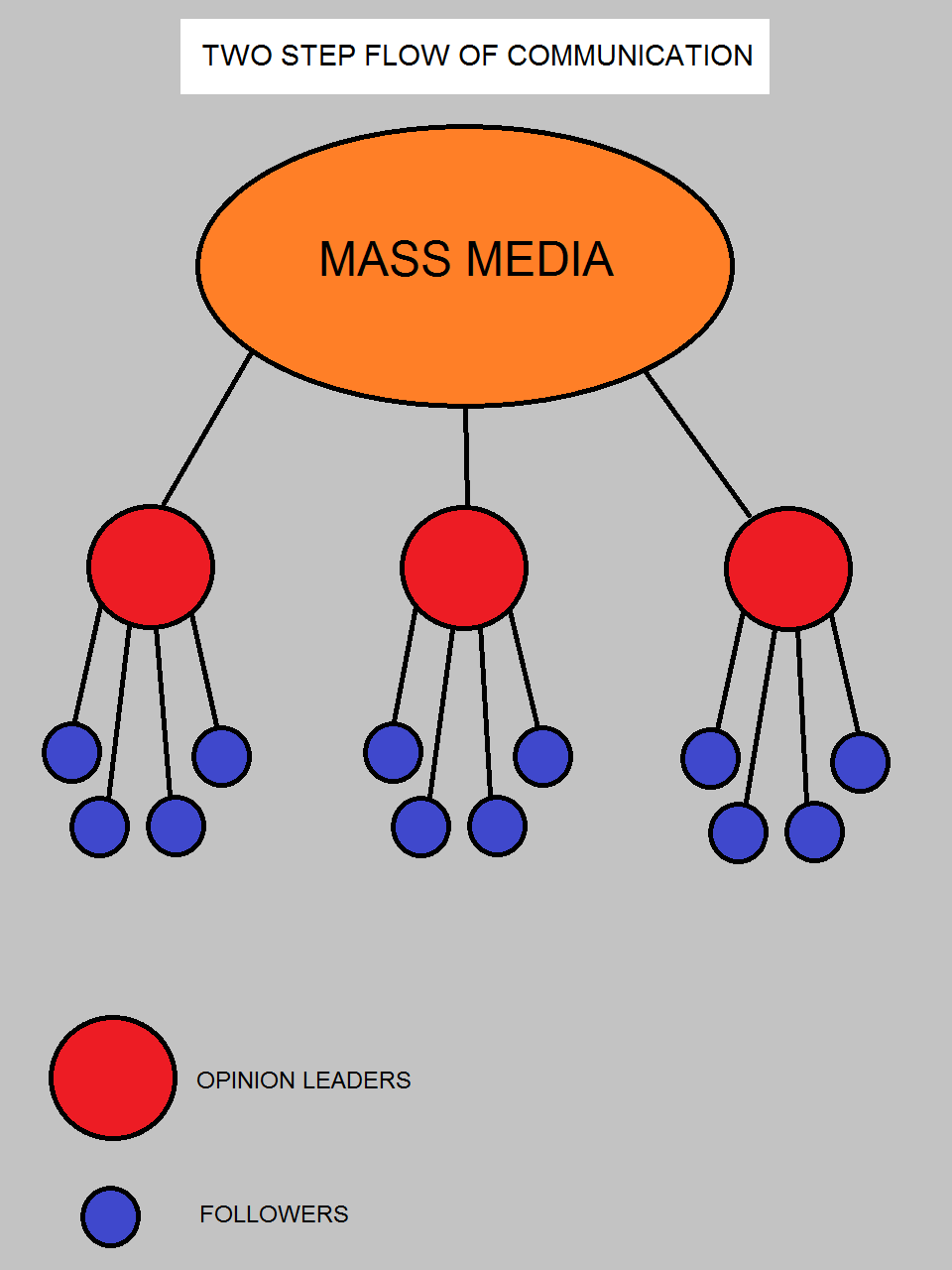
ラザースフェルドとカッツ（1955）によるコミュニケーションの2段階フロー・モデル

コミュニケーションの2段階の流れモデル (英: two-step flow of communication model)は、殆どの人がオピニオンリーダーの影響下で意見を形成し、オピニオンリーダーはマスメディアの影響を受けるという主張である。
人々はマスメディアから直接影響を受けるとされた皮下注射モデルや魔法の弾丸理論の1段階フローとは対照的に、2段階フローモデルによれば、アイデアはマスメディアからオピニオンリーダーへ、そしてオピニオンリーダーからより多くの人々に流れる。オピニオンリーダーは、実際のメディアの内容に加えて、情報に独自の解釈を伝える。

## 概要
この理論は、メディア効果がオピニオンリーダーの個人的な影響を通じて間接的に確立されると述べた、社会的影響に関する1940年代の研究に基づいている。大多数の人々はオピニオンリーダーの情報の多くを受け取り、オピニオンリーダーの個人的な影響を通じて、メディアの影響を受ける。

## 概念
2段階フローモデルでは、ほとんどの人がマスメディアの影響を直接受けず、代わりにメディアメッセージを解釈して独自の見解を含めて広めるオピニオンリーダーに基づいて意見を形成するとされる。オピニオンリーダーとは、最初に特定のメディアコンテンツに触れ、自分の意見に基づいてそれを解釈するリーダーのことを指す。その後、「意見のフォロワー」となる一般の人々を通じてこれらの意見を浸透させ始める。 これらの「オピニオンリーダー」は、主流のマスメディアではなく、よりエリートなメディアを通じて影響力を獲得している。 この過程で、社会的影響力は、特定の「エリートメディア」グループのそれぞれの理想と意見によって、そしてこれらのメディアグループの反対の理想と意見によって、そして人気のあるマスメディアソースと組み合わせて作成され調整される。したがって、これらの意見は、主に社会的説得として影響する。 

## 歴史
コミュニケーションの2段階の流れモデルは、1944年に社会学者ポール・ラザースフェルドらによって最初に導入され、1955年にエリウー・カッツとラザースフェルドによって、またその後の刊行物によりさらに拡張された。メルビン・デフレアとシェロン・ロウリーは、この本は単なる研究報告以上のものであり、小グループの科学的研究から広く引き出された概念スキーム、理論的問題、および研究結果の枠組みの中で著者の研究を解釈するための努力であったと主張している。マスメディア効果が人々に直接影響を与えるとしている皮下注射モデルとは異なり、2段階の流れモデルでは人間の主体性が強調されている。